# Sarah Biasini

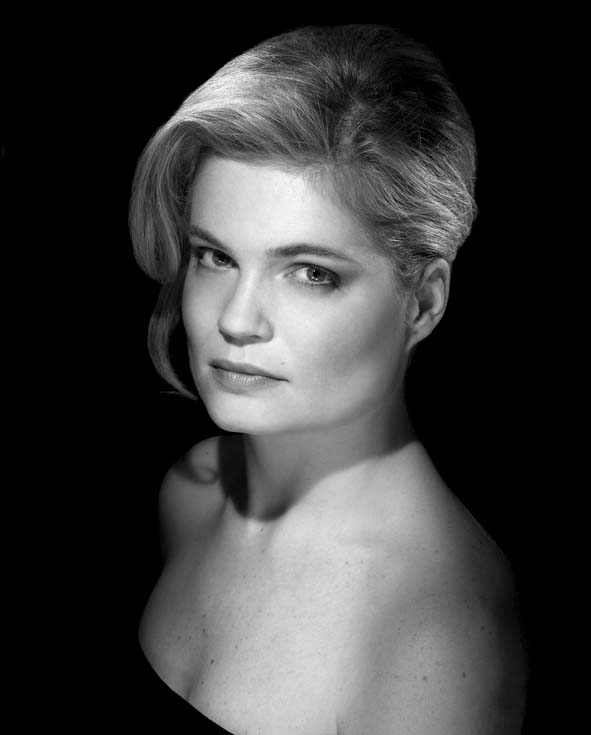
Sarah Biasini, 2008

Sarah Magdalena Biasini (* 21. Juli 1977 in Gassin, Département Var, Frankreich) ist eine französische Schauspielerin und die Tochter von Romy Schneider und Daniel Biasini.

## Leben
Nach dem Tod ihrer Mutter im Jahr 1982 wuchs Sarah Biasini bei ihrem Vater und abseits der Öffentlichkeit auf. Nach einem Kunstgeschichtestudium an der Sorbonne jobbte sie in Museen und Galerien, bevor sie nach Los Angeles ging, um dort am renommierten Lee Strasberg Theatre Institute Schauspielunterricht zu nehmen. Danach stand sie ein Jahr lang in London auf der Bühne.
Im Juni 2003 übernahm Sarah Biasini die Titelrolle im französisch-italienischen Mantel-und-Degen-Film Julie, chevalier de Maupin – eine draufgängerische, als Mann verkleidete Heldin. In Frankreich hatte die zwölf Millionen Euro teure TV-Produktion am 5. September 2004 etwa acht Millionen Zuschauer, in Deutschland wurde sie am 10. und 11. Januar 2005 als Zweiteiler unter dem Titel Julie – Agentin des Königs erstmals ausgestrahlt.
Im Pariser Théâtre Marigny stand sie ab September 2005 in Neil Simons Komödie Barfuß im Park auf der Bühne. Das Original Barefoot in the Park war ab 1963 erfolgreich am Broadway gelaufen und 1967 mit Robert Redford und Jane Fonda in den Hauptrollen verfilmt worden.
2013 war Biasini in mehr als 80 Extra-Vorstellungen des Stücks Lettre d’une inconnue im Theater Gaité Montparnasse in Paris zu sehen.
Biasini spricht Französisch, Englisch, Italienisch und Spanisch.
Sie ist mit dem Theaterregisseur Gil Lefeuvre verheiratet. Am 11. Februar 2018 wurde ihre gemeinsame Tochter geboren.

## Filmografie
Kinofilme
- 2004: Printemps de Vie de (Kurzfilm)
- 2005: Mon petit doigt m’a dit
- 2005: Recon: A Filmmaker’s Quest
- 2007: Le Bal des actrices
- 2009: Ein Mann und sein Hund (Un homme et son chien)
- 2009: Blind test
- 2011: Une vie de chien
- 2012: Shakki
- 2012: Dors mon lapin
- 2012: Associés contre le crime

Fernsehfilme
- 2004: Julie – Agentin des Königs (Julie, chevalier de Maupin)
- 2006: Wir sind so verhasst (Nous nous sommes tant haïs)
- 2009: Landungsbrücke für Engel (Le Débarcadère des anges) aus der Serie in Schwarz
- 2011: Die Zeit der Stille (Le temps du silence)
- 2013: Le Général du roi

## Theater
- 2005: Pieds nus dans le parc (Barefoot in the Park – Barfuß im Park) von Neil Simon, Inszenierung: Steve Suissa (Théâtre Marigny)
- 2007: Personne ne voit la vidéo – Inszenierung: Linda Blanchet
- 2008: L’Antichambre von Jean-Claude Brisville, Inszenierung: Christophe Lidon (Théâtre Hébertot)
- 2008: Maestro, Inszenierung: Christophe Lidon, Festival d’Avignon
- 2008: Personne ne voit la vidéo Inszenierung: Linda Blanchet
- 2008: Le Cocher von Selma Lagerlöf, Lesung
- 2009: L’Antichambre von Jean-Claude Brisville, Inszenierung: Christophe Lidon (Théâtre de l’Œuvre)
- 2009: Qu’est ce qu’on attend ? – Buch und Inszenierung: Salomé Lelouch (Ciné 13 Théâtre)
- 2010: La réunion – Inszenierung: Salomé Lelouch (Ciné 13 Théâtre)
- 2010: Inventaires – Buch: Philippe Minyana, Inszenierung: Damien Bricoteaux (Ciné 13 Théâtre)
- 2011: Lettre d’une inconnue – Buch: Stefan Zweig (Théâtre des Mathurins)
- 2012: Zéro s’est endormi? – Buch: Valérie Alane, Inszenierung: Christophe Lidon (Théâtre Artistic Athévains)
- 2013: Lettre d’une inconnue – Buch: Stefan Zweig (Christophe Lidon Tournée)
- 2014: Bash – Buch: Neil LaBute
- 2015: RING – Buch: Léonore Confino (Catherine Schaub Théâtre du chêne Noi, Festival d'Avignon)
- 2015: RING – Leonore Confino (Catherine Schaub Tournée)
- 2016: Un fil à la patte – Buch: Georges Feydeau (Christophe Lidon Tournée)
- 2016: Je vous écoute – Buch: Bénabar und Héctor Cabello Reyes  (Isabelle Nanty Tournée)
- 2017: Un fil à la patte – Buch: Georges Feydeau (Christophe Lidon Tournée)
- 2017: Modi – Buch: Laurent Seksik (Théâtre de l'Atelier)
- 2020: Mademoiselle Julie – Buch: August Strindberg (Christophe Lidon Tournée)
- 2020: La Mégère apprivoisée  – Buch: William Shakespeare (Frédérique Lazarini Tournée)
- 2022: Un visiteur inattendu  – Buch: Agatha Christie (Frédérique Lazarini, Artistic Théâtre)

## Veröffentlichungen
- La beauté du ciel. Éditions Stock, Paris 2021. ISBN 978-2-234-09013-2
  - Die Schönheit des Himmels. Übersetzung von Theresa Benkert. Zsolnay, Wien 2021. ISBN 978-3-552-07261-9[2]